# Anh hùng Liên Xô
Anh hùng Liên bang Xô viết, gọi tắt là Anh hùng Liên Xô (tiếng Nga: Герой Советского Союза, Geroy Sovyetskovo Soyuza) là danh hiệu vinh dự cao nhất của Chủ tịch đoàn Xô viết Tối cao của Liên Xô trao tặng cho các cá nhân (kể cả người mang quốc tịch các nước không thuộc Liên bang Xô viết) đã có thành tích đặc biệt xuất sắc trong việc thực hiện các nhiệm vụ chiến đấu cho Liên bang Xô Viết.

## Mô tả
Anh hùng Liên Xô là một danh hiệu danh dự được chính thức xác lập vào ngày 16 tháng 4 năm 1934, cùng với Huân chương Sao Vàng cũng được chính thức được đề nghị trao tặng vào ngày 1 tháng 8 năm 1939 bởi sắc lệnh của Đoàn chủ tịch Xô Viết tối cao Liên Xô. Huân chương Sao Vàng được trao tặng cho lực lượng quân đội và cho cả dân sự, những cá nhân hặc tập thể có nhiều thành tích cống hiến cho Liên Bang Cộng hoà Xã hội chủ nghĩa Xô Viết hoặc đoàn thể xã hội chủ nghĩa. Những cá nhân hoặc tập thể nào được nhận phần thưởng này, đồng thời cùng được nhận thêm huân chương Lenin và một bằng chứng nhận của Đoàn chủ tịch Xô Viết tối cao Liên Xô. Trong trường hợp các cá nhân tiếp tục được nhận phần thưởng này một lần nữa, thì người được trao tặng sẽ được nhận Huân chương Sao Vàng loại hai, nhưng sẽ không được nhận thêm huân chương Lenin loại hai nữa. Thay vì không được nhận thêm huân chương Lenin loại hai, người được trao tặng phần thưởng lần này sẽ được tạc một bức tượng bán thân của chính mình để dựng lên ngay chính nơi họ được sinh ra. Nhưng Huần chương Sao vàng được trao tặng lần thứ hai đã bị quyết định hủy bỏ bởi Xô Viết tối cao Liên Xô vào năm 1988. Chiếc huân chương được làm bằng vàng, các phần khác bằng bạc và được mạ vàng, ngoài ra còn có nhiều đặc quyền khác cũng được gắn liền với những người đã được trao tặng phần thưởng cao quý này. Các quyền lợi của phần thưởng này cũng còn được thực hiện những đặc ân của nó như: trợ cấp, tiền tuất… cho người thân trong trường hợp người được trao tặng đã hy sinh, những người thân của họ sẽ được ưu tiên hàng đầu về nơi ăn chốn ở và được giảm 50 phần trăm số tiền thanh toán, giảm các loại thuế. Đến năm 1985, quyết định miễn hoàn toàn các loại thuế, được phân chia thêm 15 mét vuông diện tích ở cho mỗi người, được miễn phí hàng năm vé khứ hồi hạng nhất cho chuyến đi xa, được miễn phí hoàn toàn vé xe buýt, được miễn phí hàng năm cho những kỳ đi viện điều dưỡng hoặc bệnh xá cũng như cho những nơi giải trí và trợ cấp y tế.

## Lịch sử
Tổng cộng đã có 12.745 người được trao tặng danh hiệu Anh hùng Liên Xô (có 20 người trong số này đã bị tước danh hiệu vì các lý do khác nhau). Phần lớn trong số họ được phong trong Chiến tranh thế giới thứ hai (bao gồm 11.635 người được phong một lần, 101 người được phong hai lần, 3 người được phong ba lần và 2 người được phong bốn lần; chia theo cấp bậc thì có 380 người là cấp tướng/nguyên soái). Trong Chiến tranh Afghanistan (1978–1992) đã có 65 người được phong Anh hùng.
Riêng trong chiến dịch vượt sông Dnepr, Chiến tranh Vệ quốc Vĩ đại tháng 9 năm 1943, 2.500 chiến sĩ, sĩ quan và tướng lĩnh Hồng quân được phong danh hiệu này.
Những người đầu tiên được phong Anh hùng Liên Xô là phi đội bay của các phi công Anatoly Lyapidevsky (bằng Anh hùng số một), Sigizmund Levanevsky, Vasily Molokov, Mavriky Slepnyov, Nikolay Kamanin, Ivan Doronin và Mikhail Vodopyanov với thành tích tìm kiếm và cứu hộ đường không thành công cho chiếc tàu Cheliuskin bị đắm và mắc kẹt tại Bắc Băng Dương ngày 13 tháng 2 năm 1934.
Zoya Kosmodemyanskaya, một thiếu nữ nông dân Nga 18 tuổi, là phụ nữ đầu tiên được phong ngày 16 tháng 2 năm 1942. Lydia Litvyak là nữ phi công đầu tiên được truy phong danh hiệu này. Có 87 phụ nữ Liên Xô đã được phong danh hiệu này.
Hai người duy nhất bốn lần được phong danh hiệu Anh hùng Liên Xô là Nguyên soái Georgy Zhukov và Leonid Brezhnev.
Năm 1988, Xô viết Tối cao đã hủy bỏ văn bản cho phép phong danh hiệu Anh hùng hơn một lần cho các cá nhân.
Bên cạnh danh hiệu Anh hùng được phong cho các cá nhân, danh hiệu này còn được phong cho 12 thành phố (các Thành phố Anh hùng) vì những hành động yêu nước tập thể đặc biệt xuất sắc trong Chiến tranh Vệ quốc vĩ đại, riêng Pháo đài Brest được phong danh hiệu "Pháo đài Anh hùng".
Người cuối cùng được phong Anh hùng Liên bang Xô viết là thợ lặn Leonid Solodkov, được phong vào ngày 24 tháng 12 năm 1991 vì đã hoàn thành một nhiệm vụ lặn đặc biệt. Sau khi Liên Xô tan rã, danh hiệu này được tiếp nối bằng các danh hiệu Anh hùng Liên bang Nga ở Nga và các danh hiệu tương đương trong Cộng đồng các quốc gia độc lập

## Biểu trưng

Biểu trưng Thành phố anh hùng Sevastopol
Biểu trưng Thành phố anh hùng Volgograd
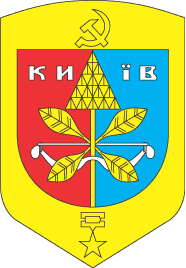
Biểu trưng Thành phố anh hùng Kiev (1957)
Cờ Thành phố anh hùng Tula
Biểu trưng Thành phố anh hùng Kerch

## Tem

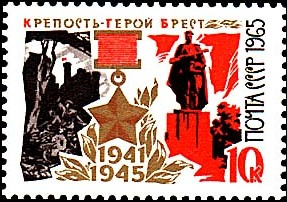
Pháo đài Brest
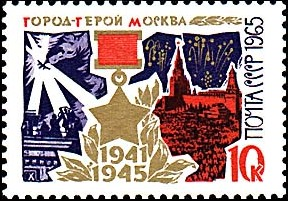
Thành phố anh hùng Moskva
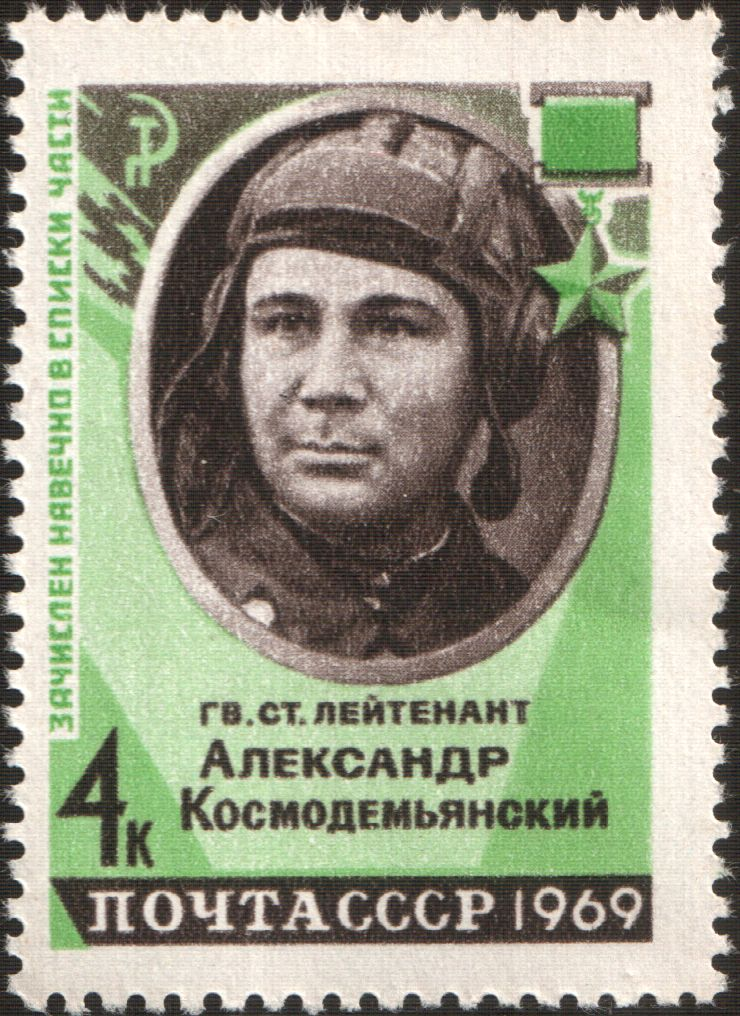
Anh hùng liên bang Xô Viết trung úy Alexander Kosmodem'yanskii
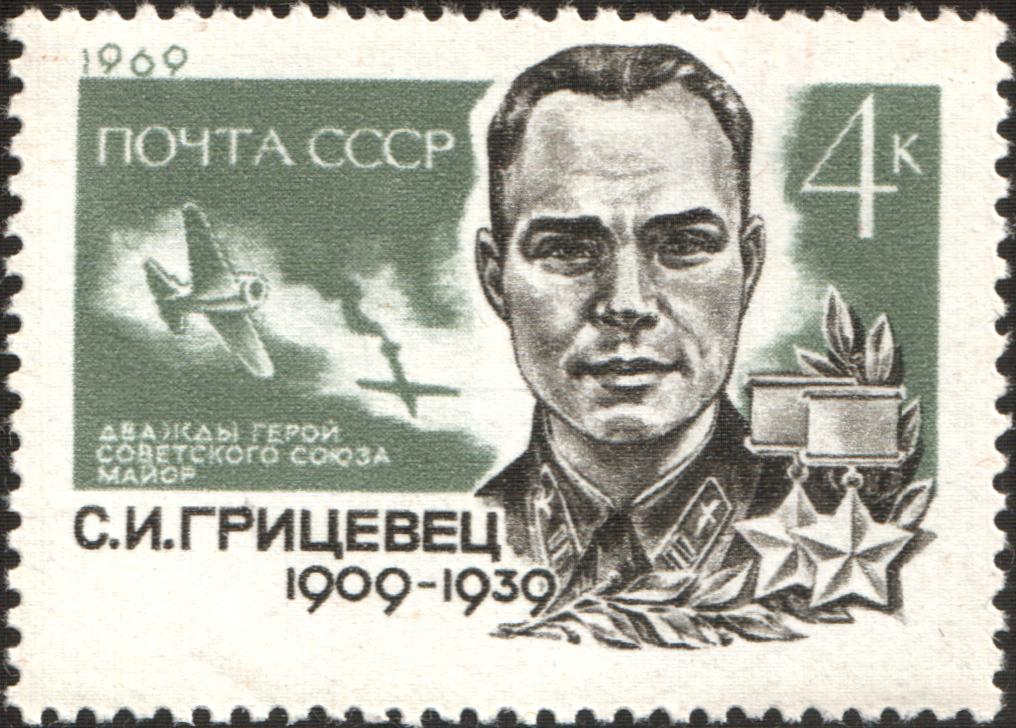
Anh hùng liên bang Xô Viết 2 lần Sergei Ivanovich Gritsevets
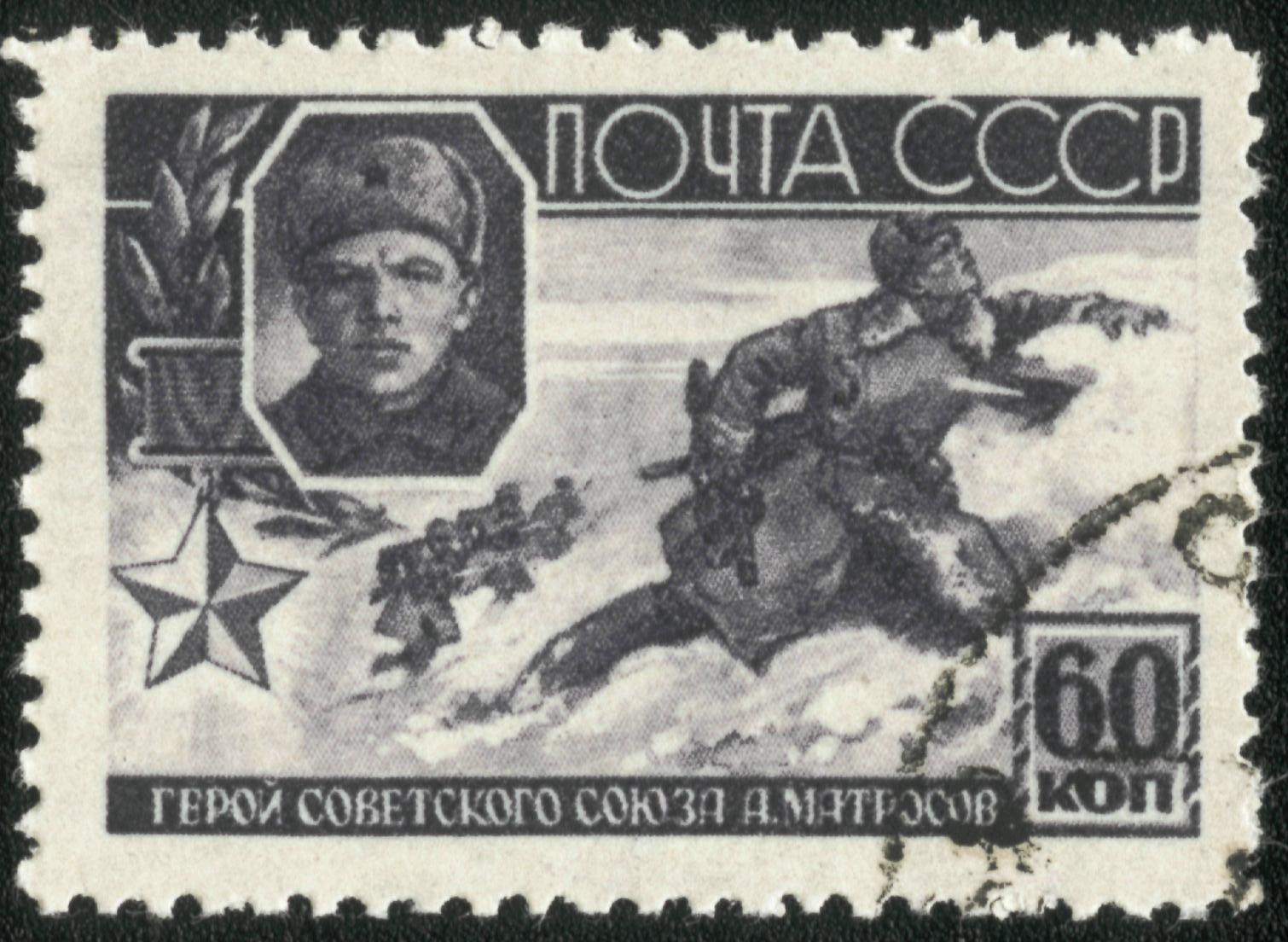
Anh hùng liên bang Xô Viết Alexander Matrosov

## Những anh hùng tiêu biểu

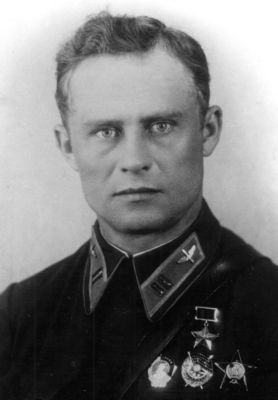
Anh hùng Liên Xô, Đại tá Endel Puusepp.

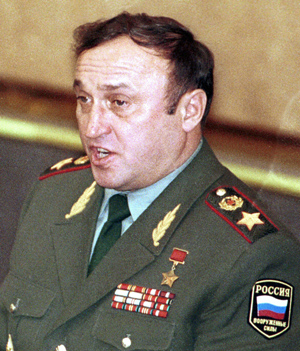
Anh hùng Liên Xô, Đại tướng Pavel Grachyov.

### Một lần
- Lavrentiy Pavlovich Beria – bộ trưởng Bộ Dân ủy Nội vụ NKVD / Bộ Nội vụ MVD
- Mikhail Petrovich Devyatayev – trốn thoát khỏi trại tập trung tại Peenemünde với một tài liệu tình báo cực kỳ quan trọng về chương trình tên lửa của Đức Quốc xã
- Yuri Alekseievich Gagarin – nhà du hành vũ trụ, người đầu tiên bay vào không gian
- Vladimir Konstantinovich Konovalov – thuyền trưởng tàu ngầm, đánh chìm thành công tàu Goya của Đức Quốc xã
- Zoya Anatolyevna Kosmodemyanskaya – phụ nữ đầu tiên được phong Anh hùng, thể hiện sự dũng cảm khi bị quân đội Đức Quốc xã bắt và hành hình trong Trận Moskva, 1941
- Nikolai Ivanovich Kuznetsov – nhân viên tình báo, đã bắt cóc và ám sát thành công nhiều đảng viên quốc xã cao cấp
- Lydia Vladimirovna Litvyak – phi công chiến đấu, nữ phi công chiến đấu xuất sắc hàng đầu thế giới. Truy tặng
- Alexei Petrovich Maresiev – phi công chiến đấu, bị cụt 2 chân trong chiến đấu nhưng vẫn tiếp tục làm phi công và bắn hạ thêm nhiều máy bay Đức
- Yakov Fedotovich Pavlov – chỉ huy một trung đội Hồng quân giữ vững một khối nhà trước sự tấn công mãnh liệt của quân Đức trong trận Stalingrad
- Richard Sorge – nhà tình báo Xô viết, từ những nguồn tin của Nhật đã nắm được ngày mở màn Chiến dịch Barbarossa và việc Nhật Bản không thể tấn công Liên Xô vào năm 1941, tạo điều kiện cho Nguyên soái Zhukov điều động một số đơn vị Hồng quân từ Sibir về bảo vệ Moskva, dẫn tới chiến thắng bước ngoặt của Liên Xô trong trận Moskva. Truy tặng.
- Valentina Vladimirovna Tereshkova – nhà du hành vũ trụ, người phụ nữ đầu tiên bay vào không gian
- Vasily Grigoryevich Zaytsev – tay súng bắn tỉa của Hồng quân, đã tiêu diệt 242 lính và sĩ quan Đức trong Chiến tranh thế giới thứ hai, trong đó riêng trận Stalingrad là 114 người

### Hai lần
- Semyon Konstantinovich Timoshenko – Nguyên soái Liên bang Xô viết
- Ivan Stepanovich Konev – Nguyên soái Liên bang Xô viết, tư lệnh Phương diện quân Ukraina số 1
- Konstantin Konstantinovich Rokossovsky – Nguyên soái Liên bang Xô viết, Nguyên soái Ba Lan, tư lệnh Phương diện quân Belorussia số 1 từ tháng 11 năm 1944
- Sydir Artemovych Kovpak – lãnh đạo du kích tại Ukraina trong thời gian Đức Quốc xã chiếm đóng
- Alexei Fyodorovich Fyodorov – lãnh đạo du kích tại Ukraina trong thời gian Đức Quốc xã chiếm đóng
- Sergei Ivanovich Gritsevets – phi công chiến đấu, đã hạ 40 máy bay
- Vasily Ivanovich Chuikov - Nguyên soái Liên bang Xô viết, chỉ huy Tập đoàn quân 62 bảo vệ thành công thành phố Stalingrad

### Ba lần
- Ivan Nikitovich Kozhedub – Nguyên soái Không quân Liên Xô, phi công át chủ bài của Không quân Xô viết và quân Đồng minh
- Aleksandr Ivanovich Pokryshkin – tư lệnh Sư đoàn không quân Cận vệ của Hồng quân trong Chiến tranh thế giới thứ hai
- Semyon Mikhailovich Budyonny – Nguyên soái Liên bang Xô viết
- Kliment Yefremovich Voroshilov – Nguyên soái Liên bang Xô viết

### Bốn lần
- Georgi Konstantinovich Zhukov – Nguyên soái Liên bang Xô viết, đóng góp to lớn vào nhiều thắng lợi của Liên Xô trong Chiến tranh thế giới thứ hai
- Leonid Ilyich Brezhnev – Tổng bí thư Đảng Cộng sản Liên Xô

### Người nước ngoài (tất cả đều một lần)
- Abdul Ahad Mohmand – nhà du hành vũ trụ người Afghanistan đầu tiên
- Gamal Abdel Nasser – Tổng thống Ai Cập
- Abdel Hakim Amer – chính trị gia và tướng người Ai Cập
- Ahmed Ben Bella – nhà du hành vũ trụ người Algérie đầu tiên
- Zahari Zahariev – phi công #22 ngày 30 tháng 12 năm 1936[2]
- Todor Zhivkov – chủ tịch nước Bulgaria
- Vladimir Zaimov
- Georgi Ivanov – nhà du hành vũ trụ người Bulgaria đầu tiên
- Aleksandar Panayotov Aleksandrov – nhà du hành vũ trụ người Bulgaria thứ hai
- Fidel Castro – lãnh đạo nhà nước Cuba
- Arnaldo Tamayo – nhà du hành vũ trụ người Cuba đầu tiên
- Josef Buršík – vì hành động anh hùng trong chiến dịch giải phóng Hyev
- Otakar Jaroš – vì hành động anh hùng trong Trận Kharkov lần thứ ba
- Ján HyevNálepka
- Stěpan Vajda vì hành động anh hùng trong Chiến dịch giải phóng Ba Lan
- Richard Tesařík – vì hành động anh hùng trong chiến dịch giải phóng Hyev
- Vladimír Remek – nhà du hành vũ trụ người Séc đầu tiên và cũng là nhà du hành đầu tiên không phải người Mĩ hay Liên Xô
- Antonín Sochor – vì hành động anh hùng trong chiến dịch giải phóng Hyev
- Ludvík Svoboda – Tổng bí thư Đảng Cộng sản Tiệp Khắc
- Gustáv Husák Tổng bí thư Đảng Cộng sản Tiệp Khắc
- Jean-Loup Chrétien - nhà du hành vũ trụ người Pháp đầu tiên
- Marcel Albert – phi công của Phi đoàn Normandie-Niemen
- Jacques André – phi công của Phi đoàn Normandie-Niemen
- Roland de La Poype – phi công của Phi đoàn Normandie-Niemen
- Marcel Lefèvre – phi công của Phi đoàn Normandie-Niemen
- Sigmund Jähn – nhà du hành vũ trụ người Đức đầu tiên
- Walter Ulbricht – Chủ tịch nước Cộng hòa Dân chủ Đức
- Erich Honecker – Chủ tịch nước Cộng hòa Dân chủ Đức
- Erich Mielke – người đứng đầu Stasi
- Bertalan Farkas – nhà du hành vũ trụ người Hungary đầu tiên
- János Kádár – chính trị gia Hungary
- Rakesh Sharma – nhà du hành vũ trụ người Ấn Độ đầu tiên
- Zhugderdemidiyn Gurragcha – nhà du hành vũ trụ người Mông Cổ đầu tiên
- Mirosław Hermaszewski – nhà du hành vũ trụ người Ba Lan đầu tiên
- Władysław Wysocki – sĩ quan
- Juliusz Hibner – đảng viên và sĩ quan người Ba Lan
- Aniela Krzywoń – sĩ quan người Ba Lan
- Dumitru Prunariu – nhà du hành vũ trụ người Rumani đầu tiên
- Ramón Mercader – người ám sát Leon Trotsky năm 1940
- Rubén Ruiz Ibárruri – con trai của nhà cộng sản người Tây Ban Nha Dolores Ibárruri Gómez, hi sinh trong trận Trận Stalingrad khi đang chiến đấu cho Hồng quân
- Muhammed Faris – nhà du hành vũ trụ người Syria đầu tiên
- Phạm Tuân – nhà du hành vũ trụ đầu tiên tại châu á, phi công đầu tiên chiến đấu bắn rơi B52 của Mỹ là người Việt Nam